# Rafael García Mata
Rafael García-Mata (Buenos Aires, 19 de março de 1912 - 26 de abril de 2005) foi um destacado engenheiro agrônomo argentino.
Devido a sua visão e capacidade cumpriu diversas funções e  cargos tanto no governo da  República Argentina, como na Universidade e na atividade privada. Publicou ao longo de sua vida vários livros  relacionados com a criação de animais de granja. Particularmente “El visón, su cría en cautividad” (Ed. Hemisferio Sur, Buenos Aires, 1988) é material de referência constante.